# سید پترسون
سید پترسون (انگلیسی: Sid Patterson; ۱۴ اوت ۱۹۲۷ – ۲۹ نوامبر ۱۹۹۹) دوچرخه‌سوار اهل استرالیا بود. وی در بازی‌های المپیک تابستانی ۱۹۴۸ شرکت کرده است.